# Coupe du monde de triathlon 2009
Navigation
Édition précédente Édition suivante
La coupe du monde de triathlon 2009 est composée de 5 courses organisées par la Fédération internationale de triathlon (ITU). Chacune des courses est disputée au format olympique soit 1500 m de natation, 40 km de cyclisme et 10 km de course à pied.

## Calendrier
| Date       | Ville        | Pays       |
| ---------- | ------------ | ---------- |
| 27 mars    | Mooloolaba   | Australie  |
| 25 avril   | Ishigaki     | Japon      |
| 12 juin    | Hy-Vee       | États-Unis |
| 8 août     | Tiszaújváros | Hongrie    |
| 10 octobre | Huatulco     | Mexique    |

## Résultats

### Mooloolaba
| Position | Hommes            | Hommes           | Hommes          | Femmes            | Femmes    | Femmes          |
| Position | Nom               | Pays             | Temps           | Nom               | Pays      | Temps           |
| -------- | ----------------- | ---------------- | --------------- | ----------------- | --------- | --------------- |
|          | Courtney Atkinson | Australie        | 1 h 52 min 05 s | Kirsten Sweetland | Canada    | 2 h 01 min 59 s |
|          | Kris Gemmell      | Nouvelle-Zélande | 1 h 52 min 15 s | Emma Moffatt      | Australie | 2 h 02 min 55 s |
|          | Brad Kahlefeldt   | Australie        | 1 h 52 min 50 s | Daniela Ryf       | Suisse    | 2 h 03 min 02 s |

### Ishigaki
| Position | Hommes            | Hommes    | Hommes          | Femmes         | Femmes | Femmes          |
| Position | Nom               | Pays      | Temps           | Nom            | Pays   | Temps           |
| -------- | ----------------- | --------- | --------------- | -------------- | ------ | --------------- |
|          | Courtney Atkinson | Australie | 1 h 48 min 24 s | Juri Ide       | Japon  | 2 h 03 min 32 s |
|          | Ivan Vasiliev     | Russie    | 1 h 49 min 01 s | Kathy Tremblay | Canada | 2 h 03 min 37 s |
|          | Denis Vasiliev    | Russie    | 1 h 49 min 22 s | Kiyomi Niwata  | Japon  | 2 h 03 min 54 s |

### Hy-Vee
| Position | Hommes          | Hommes    | Hommes          | Femmes        | Femmes    | Femmes          |
| Position | Nom             | Pays      | Temps           | Nom           | Pays      | Temps           |
| -------- | --------------- | --------- | --------------- | ------------- | --------- | --------------- |
|          | Simon Whitfield | Canada    | 1 h 49 min 43 s | Emma Moffatt  | Australie | 1 h 59 min 45 s |
|          | Brad Kahlefeldt | Australie | 1 h 49 min 44 s | Emma Snowsill | Australie | 2 h 01 min 18 s |
|          | Jan Frodeno     | Allemagne | 1 h 49 min 44 s | Lauren Groves | Canada    | 2 h 01 min 31 s |

### Tiszaújváros
| Position | Hommes                | Hommes | Hommes          | Femmes               | Femmes           | Femmes          |
| Position | Nom                   | Pays   | Temps           | Nom                  | Pays             | Temps           |
| -------- | --------------------- | ------ | --------------- | -------------------- | ---------------- | --------------- |
|          | Dmitry Polyanskiy     | Russie | 1 h 48 min 46 s | Kate McIlroy         | Nouvelle-Zélande | 2 h 00 min 48 s |
|          | Alexander Bryukhankov | Russie | 1 h 48 min 55 s | Irina Abysova        | Russie           | 2 h 00 min 52 s |
|          | Ivan Tutukin          | Russie | 1 h 49 min 50 s | Felicity Sheedy-Ryan | Australie        | 2 h 01 min 24 s |

### Huatulco
| Position | Hommes           | Hommes     | Hommes          | Femmes            | Femmes   | Femmes          |
| Position | Nom              | Pays       | Temps           | Nom               | Pays     | Temps           |
| -------- | ---------------- | ---------- | --------------- | ----------------- | -------- | --------------- |
|          | Matt Chrabot     | États-Unis | 1 h 57 min 22 s | Ai Ueda           | Japon    | 2 h 12 min 47 s |
|          | Ruedi Wild       | Suisse     | 1 h 59 min 32 s | Helle Frederiksen | Danemark | 2 h 13 min 13 s |
|          | Jarrod Shoemaker | États-Unis | 2 h 01 min 02 s | Jessica Harrison  | France   | 2 h 13 min 29 s |

## Par nation
| Rang | Nation           | Victoires |
| ---- | ---------------- | --------- |
| 1    | Australie        | 3         |
| 2    | Canada           | 2         |
| 2    | Japon            | 2         |
| 4    | États-Unis       | 1         |
| 4    | Nouvelle-Zélande | 1         |
| 4    | Russie           | 1         |